# هامبلاين ليه بريس
هامبلاين ليه بريس (بالفرنسية: Hamblain-les-Prés)‏ هي بلدية تقع في إقليم باد كاليه من منطقة نور با دو كاليه في شمال فرنسا. تبلغ مساحة هذه المدينة 4.87 (كم²)، وترتفع عن سطح البحر 44 م، يبلغ عدد سكانها 483 نسمة حسب إحصاء المعهد الوطني للإحصاء والدراسات الاقتصادية سنة 2009 م. وترأس Jean-Marie Courmont البلدية خلال فترة (2008-2014).